# Résidence Nord (Schaerbeek)
 (août 2025).
Si vous disposez d'ouvrages ou d'articles de référence ou si vous connaissez des sites web de qualité traitant du thème abordé ici, merci de compléter l'article en donnant les références utiles à sa vérifiabilité et en les liant à la section « Notes et références ».
Le Résidence Nord est une tour d'habitation de style fonctionnaliste située à Schaerbeek (Bruxelles) près de la Gare du Nord.

## Historique
La construction a débuté en 1974 et s'est achevée en 1976. Cette tour est l'une des premières réalisations de l'Espace Nord après la démolition du vieux quartier dans le cadre du Plan Manhattan. C'est sous Roger Nols que l'entreprise Amelinckx a commencé la construction.
Dans le projet initial, les deux premiers étages de tous les immeubles devaient être plus larges que les étages supérieurs afin de former une esplanade. Chacune de ces esplanades auraient été reliées par des ponts piétons. Le niveau du sol étant alors réservé aux voitures.

## Description
Le bâtiment a 28 étages, pour une hauteur d'environ 80 mètres. C'est la 2e plus haute tour d'habitation de Schaerbeek après la tour Brusilia. Le bâtiment est situé entre la rue du Progrès, la rue Gaucheret et la place Solvay.

Adresse : 4 place Solvay, 1030 Bruxelles

## Accès
Ce site est desservi par la station de prémétro Gare du Nord.